# استرینگتوون (اکلاهما)
استرینگتوون(به انگلیسی: Stringtown) شهری در ایالت اکلاهما کشور ایالات متحده آمریکا است که جمعیت آن در سرشماری سال ۲۰۱۰ میلادی، ۴۱۰ نفر بوده‌است.